# Umitaka Bank
Umitaka Bank är ett djuphavsberg i Antarktis. Det ligger i havet utanför Östantarktis. Nya Zeeland gör anspråk på området. 